# Mohtaram Eskandari
Mohtaram Eskandari (1895 - 27 juillet 1924) (persan : محترم اسکندری) est une intellectuelle iranienne et une des figures majeures du mouvement féministe iranien. Elle est la première leader de l'association féministe Nesvan e vatankhah,.